# Jüdischer Friedhof (Penzlin)

Jüdischer Friedhof in Penzlin – halb links unten – Signatur Begr.Pl.

Der Jüdische Friedhof Penzlin ist ein jüdischer Friedhof in der Stadt Penzlin im Landkreis Mecklenburgische Seenplatte in Mecklenburg-Vorpommern. Er ist als Kulturdenkmal registriert.

## Beschreibung
Der 700 m² große Friedhof liegt am südwestlichen Stadtrand „Am Ziegelkamp“ in einer Kleingartenanlage ca. 500 m von der B 192 entfernt. Auf ihm sind etwa 55 Grabsteine erhalten, die in acht Gräberreihen angeordnet sind.
Jüdische Friedhöfe wurden in den amtlichen Karten als Begräbnisplatz bezeichnet und mit einem L statt einem † signiert. Meistens wurden sie weiter außerhalb der Städte oder Gemeinden angelegt, überwiegend an den Scheunenvierteln oder ähnlichen abgelegenen Orten. In Penzlin befindet sich der Friedhof ebenfalls im Scheunenviertel.

## Geschichte
Vermutlich wurde der Friedhof Mitte des 18. Jahrhunderts angelegt, denn seit 1746 konnten sich Juden in der Stadt niederlassen. Die letzte Beisetzung fand 1923 statt.
Es ist eine quadratische Anlage, sie liegt leicht erhöht auf einem kleinen Hügel. Den Eingang bildet ein einfaches zweiflügeliges Metallgittertor, das verschlossen ist. Eingefriedet ist der Friedhof durch einen 1,50 m hohen Maschendrahtzaun, nur auf der Eingangsseite wird dieser durch einen ebenso hohen Metall-Gitterzaun ersetzt. Die gesamte Anlage wird von einer neu angepflanzten Hecke aus Crataegus eingefasst. Vom Eingang aus führt ein im Jahr 2002 neu angelegter, 2,20 m breiter Stichweg aus grauen Betonplatten auf den Friedhof. Das gesamte Areal ist als Rasenfläche angelegt. Den Baumbestand bilden Trauereschen und Robinien.

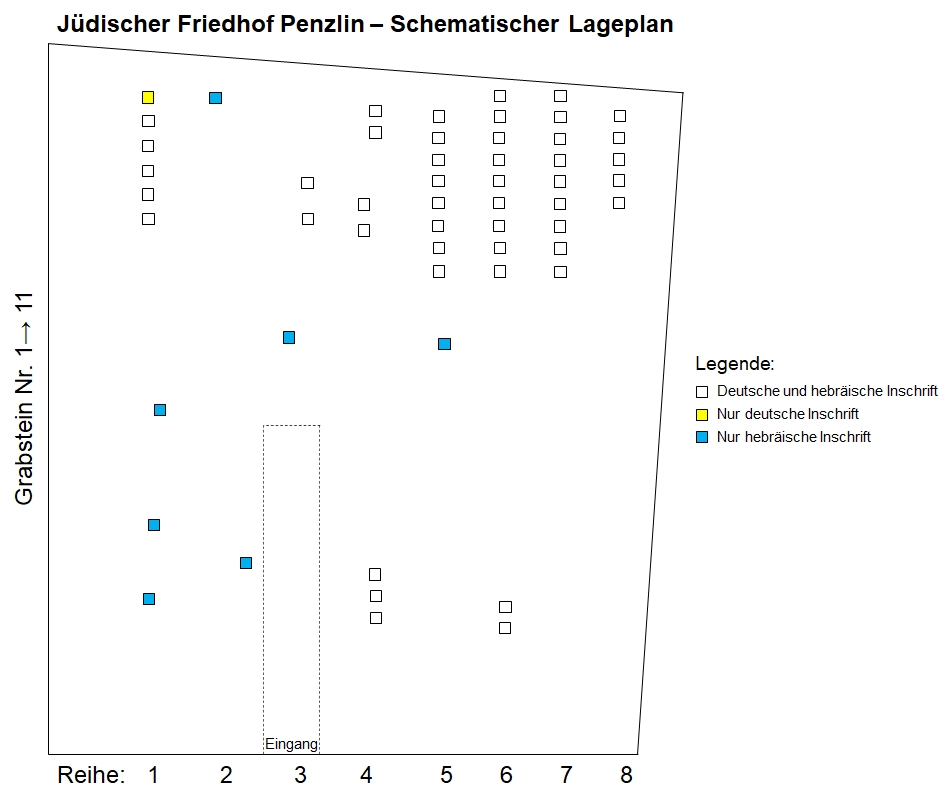
Schematischer Lageplan des jüdischen Friedhofs Penzlin im Frühjahr 2023.

Im Laufe seiner 250-jährigen Geschichte und seiner 170-jährigen Nutzung schätzt man über 100 Beisetzungen. Heute sind noch 55 Grabsteine aus dem 19. und 20. Jahrhundert erhalten, die Inschriften auf den Grabsteinen sind in Hebräisch und auf der Rückseite in deutscher Schrift bzw. nur in Hebräisch. Insgesamt sind auf dem Friedhof acht Grabreihen erkennbar. Die letzte Beisetzung fand 1923 statt. Der Friedhof wurde während der NS-Zeit nicht geschändet. Nach Kriegsende hielten Privatpersonen den Friedhof in Ordnung. Heute pflegt die Stadt Penzlin den Friedhof im Auftrag der Jüdischen Gemeinde Rostock. Die gesamte Anlage befindet sich in einem sehr guten und gepflegten Zustand. Die letzte Dokumentation der Grabsteine erfolgte im Frühjahr 2023 und kann bei Find a Grave eingesehen werden.